# 勒内·连塞
勒内·连塞（1913年7月14日—2014年3月12日）是一名法國足球運動員，曾效力於塞特34與聖艾蒂安。他在1935年至1939年間代表法國上陣11場比賽，也曾參加1934年世界盃足球賽和1938年世界盃足球賽。 
他是最後一名活在世上的參與複數次二戰前世界盃球員。